# Sakurai (Nara)
Sakurai (japonsky:桜井市 Sakurai-ši) je japonské město v prefektuře Nara na ostrově Honšú. Žije zde přes 58 tisíc obyvatel. V okolí města je mnoho buddhistických a šintoistických chrámů (např. Omiwa).

## Partnerská města
- Chartres, Francie